# 史卓豐
史卓豐（英語：Chad Schofield，1994年2月16日—），被馬迷暱稱為「豐哥仔」、「靚仔豐」、「豐豐」，是南非騎師，現時於澳洲策騎。

## 簡歷
史卓豐是南非籍騎師，是南非籍騎師史科菲之兒子。他於2010－2011年度馬季開始從騎，並於翌年榮奪悉尼冠軍見習騎師殊榮。2012－2013年度馬季，史卓豐再於墨爾本榮膺冠軍見習騎師殊榮。2013年10月26日，史卓豐於滿利谷馬場憑策騎「夏姆斯獎」勝出一級賽覺士盾，贏得其從騎以來的首次一級賽錦標。2015年，史卓豐到英國作短期客串策騎，期間取得了2場頭馬勝仗。

## 在港主要策騎事跡

### 2015/2016年度馬季
2015－2016年度馬季開始，史卓豐獲得香港賽馬會發出半季騎師牌照，有效期由2015年7月13日至2016年2月1日，其後獲續牌至季尾。
2015年9月6日，史卓豐首次以香港賽馬會騎師身份於沙田馬場上陣，並於當天第八場賽事憑策騎「龍城勇將」勝出，來港發展首天已經贏得首場頭馬。
2016年2月21日，史卓豐於沙田馬場先後憑策騎「育成群駒」、「雄心巨龍」及「高利多」取勝，個人首度在港單日勝出三場頭馬之外，更令他首次封騎師王。
2016年3月6日，史卓豐於沙田馬場第十一場賽事策騎「揮闖」期間，在最後直路時馬匹突然失蹄，導致他被拋下墮馬，場面非常驚險，幸好最終人馬並無大礙。
2016年4月24日，史卓豐於沙田馬場憑策騎高伯新馬房的「雄心巨龍」攻下三級賽皇太后紀念盃，首次在港勝出級制賽錦標。
2016年6月19日，史卓豐於沙田馬場第十場賽事憑策騎約翰摩亞馬房的「威力川」取勝，替練者取得在港第1,500頭馬勝仗。
2015-2016年度馬季，史卓豐贏得32場頭馬。

### 2016/2017年度馬季
2016年11月9日，史卓豐於跑馬地馬場策騎「快樂神駒」期間，被裁定不小心策騎（賽事規例第100(1)條），事緣他在跑過四百米處時，他容許坐騎在尚未帶離「飛皇騰達」時向外斜跑，導致該駒在「達羅素」內側嚴重受擠迫，並踢中「快樂神駒」的後蹄，因而造成「飛皇騰達」跌倒及將策騎牠的見習騎師黃皓楠拋下。跟隨在後的「將才」須大力勒避，「正先生」亦須大力勒避，但因未能避開「飛皇騰達」以致失蹄，並將李寶利拋下。結果他被香港賽馬會競賽董事小組判罰停賽八個香港賽馬日，由12月5日開始停賽，直至2017年1月5日才可恢復策騎出賽。
2017年2月15日，史卓豐於跑馬地馬場策騎「雄心速龍」期間，被裁定違反香港賽馬會賽事規例第99(2)及(5)條，因涉及未有於整場賽事中採取一切合理而又可容許的措施，確保給予坐騎十足爭勝機會，或取得最佳名次，結果他被香港賽馬會競賽董事小組判罰停賽九個香港賽馬日，由3月8日開始停賽，直至4月6日才可恢復策騎出賽。 
2016-2017年度馬季，史卓豐贏得30場頭馬。

### 2017/2018年度馬季
2018年2月18日，農曆新年賽馬日，史卓豐於沙田馬場大發神威，他先後憑策騎「銀紙」、「誰可拼」、「星洲司令」及「有理共想」獲勝，個人首度在港單日四捷，當中在第八場及第九場賽事更分別憑策騎「誰可拼」及「星洲司令」攻下賀年盃及香港經典盃。

2018年6月24日，史卓豐於沙田馬場第二場賽事憑策騎鄭俊偉馬房的「真跑得」以88倍爆大冷勝出，贏得其在港發展以來的第100場頭馬。
2018-2019年度馬季，史卓豐贏得38場頭馬。

### 2018/2019年度馬季
2018年11月10日，史卓豐於沙田馬場第八場賽事憑策騎高伯新馬房的「大籐王」取勝，攻下第一班賽事樂聲盃外，亦替練者取得在港第200頭馬。
2018-2019年度馬季，史卓豐贏得35場頭馬。

### 2019/2020年度馬季
2019年12月26日，史卓豐於跑馬地馬場第八場賽事策騎羅富全馬房的「一舖成名」，被裁定一項不適當策騎（賽事規例第100(1)條），於千一米處向內斜跑並擠壓「靚紫荊」，他其後繼續擠壓該駒，導致該駒在頗長的一段途程上於「偉大勝利」後蹄外側競跑時受阻礙，最終於八百五十米處被迫向內移入時須勒避「偉大勝利」的後蹄。小組判罰史卓豐由2020年1月11日開始停賽，直至2020年1月30日才可再次出賽（六個香港賽馬日）。此外，史卓豐因向行家田泰安作出肢體接觸，被罰款三萬元。
2019-2020年度馬季，史卓豐贏得43場頭馬，是他來港發展5季以來錄得最多頭馬紀錄的一季。

### 2020/2021年度馬季
2021年5月16日，史卓豐於沙田馬場第十場賽事憑策騎大衛希斯馬房的「佳運財」以2.5倍大熱勝出，除了替坐騎取得季內五戰五勝佳績之外，亦為他贏得個人在港發展以來的第200場頭馬。
2020-2021年度馬季，史卓豐發展並不順利，因多次停賽和傷病影響，只贏得26場頭馬。

### 2021/2022年度馬季
2021年12月1日，史卓豐向香港賽馬會牌照委員會提出撤銷馬會騎師牌照，並獲牌照委員會同意於12月5日生效。離港後，史卓豐返回澳洲繼續其策騎事業。
史卓豐在港策騎近6年，累稱勝出208場頭馬，其在港策騎生涯最後一場頭馬於2021年10月10日憑策騎文家良馬房的「小鳥敖翔」取得。2021年12月29日，史卓豐憑策騎「酒神祭」勝出表列賽哥士福堅尼，贏得返回澳洲後首場頭馬。

## 主要勝出賽事
澳洲
- 覺士盾 - (1) - 夏姆斯獎（英语：Shamus Award (horse)） (2013)

- 新市場讓賽（英语：Newmarket Handicap） - (1) - 蘭卡盧比 (2014)

- 香檳錦標（英语：Champagne Stakes (ATC)） - (1) - 安迪前進 (2014)

- 昆士蘭打吡（英语：Queensland Derby） - (1) - 週日閒情 (2014)

- 葉森讓賽（英语：Epsom Handicap） - (1) - 雄威霸主 (2024)

- 佐治文斯錦標（英语：George Main Stakes） - (1) - 雄威霸主 (2024)

- 一千堅尼預賽（英语：Thousand Guineas Prelude） - (1) - 格雷戈 (2013)

- 顏士高錦標（英语：Angus Armanasco Stakes） - (1) - 靈魂舞蹈 (2014)

- 阿德萊德盃（英语：Adelaide Cup） - (1) - Outback Joe (2014)

- 威司令錦標（英语：Reisling Stakes） - (1) - Learning To Fly (2023)

- 約翰莫拉錦標（英语：Sir John Monash Stakes） - (1) - 帕戈山 (2013)

- 神奇之夜錦標（英语：Magic Night Stakes） - (1) - 女僕侍候 (2014)

- 星國錦標（英语：Star Kingdom Stakes） - (1) - 火焰之劍 (2014)

- 渥太華錦標（英语：Ottawa Stakes） - (1) - 靜待黎明 (2014)

- 聖杜文高錦標（英语：San Domenico Stakes） - (1) - Sweet Ride (2022)

- 威登錦標（英语：Widden Stakes） - (1) - Learning To Fly (2023)

- 甘柏拉經典賽（英语：Kembla Grange Classic） - (1) - 翩飛花 (2023)

- 幼稚園錦標（英语：Kindergarten Stakes） - (1) - Libertad (2023)

- 愛斯基摩王子錦標（英语：Eskimo Prince Stakes） - (1) - 威利金箭 (2025)

- 維多利亞賽馬會聖烈治錦標（英语：VRC St Leger） - (1) - Order of the Sun (2014)

- 約翰迪倫錦標  - (1) -  Finishing Card (2014) [12]

- 哥士福堅尼 - (2) - 酒神祭 (2021)、Anavinci (2022) [13]

- 古蹟錦標  - (1) -  經濟學 (2022) [14]

- 兼併目標錦標 - (1) - 步朗道 (2022) [15]

- 殷利殊千禧錦標  - (2) -  綺靡星 (2022)、Learning To Fly (2023)[16]

 香港
- 短途錦標 - (1) - 大籐王 (2019)

- 皇太后紀念盃 - (1) - 雄心巨龍 (2016)

- 百週年紀念銀瓶 - (1) - 超有利 (2017)

- 莎莎婦女銀袋賽 - (1) - 創世紀  (2017)

- 獅子山錦標 - (1) - 嘉應之星 (2020)

- 香港經典盃 - (1) - 星洲司令 (2018)

- 廣東讓賽盃 - (1) - 旌暉 (2017)

- 賀年盃 - (1) - 誰可拼 (2018)

- 樂聲盃 - (1) - 大籐王 (2018)

 新加坡
- 裁判盃（日语：スチュワーズカップ (シンガポール)） - (1) - 金猴 (2023)

## 成就
- 悉尼冠軍見習騎師  - (1) - (2011/2012年度馬季)
- 墨爾本冠軍見習騎師  - (1) - (2012/2013年度馬季)

## 在港策騎成績
| 年度        | 冠  | 亞  | 季  | 殿  | 第五 | 出賽次數 | 所贏獎金（港元） | 備註     |
| ----------- | --- | --- | --- | --- | ---- | -------- | ---------------- | -------- |
| 2015 - 2016 | 32  | 42  | 32  | 56  | 32   | 466      | $ 40,450,400     | 策騎首季 |
| 2016 - 2017 | 31  | 40  | 30  | 31  | 37   | 422      | $ 38,443,750     | 第2季    |
| 2017 - 2018 | 38  | 27  | 33  | 44  | 31   | 410      | $ 55,103,300     | 第3季    |
| 2018 - 2019 | 35  | 37  | 37  | 47  | 40   | 436      | $ 51,260,500     | 第4季    |
| 2019 - 2020 | 43  | 40  | 40  | 41  | 48   | 491      | $ 54,304,475     | 第5季    |
| 2020 - 2021 | 26  | 39  | 32  | 42  | 33   | 390      | $ 44,559,500     | 第6季    |
| 2021 - 2022 | 3   | 7   | 5   | 2   | 4    | 70       | $ 5,417,400      | 第7季    |
| 總計        | 208 | 232 | 209 | 263 | 225  | 2,685    | ＄ 289,539,325   |          |

## 在港策騎資料
|                      | 日期          | 賽事                                 | 場地 | 馬場     | 馬名     | 練馬師   | 名次 | 獨贏賠率 |
| -------------------- | ------------- | ------------------------------------ | ---- | -------- | -------- | -------- | ---- | -------- |
| 初出賽               | 2015年9月6日  | 第五班 - 1200米                      | 草地 | 沙田馬場 | 草原威龍 | 葉楚航   | 6    | 17       |
| 首勝利               | 2015年9月6日  | 第二班 - 1000米                      | 草地 | 沙田馬場 | 龍城勇將 | 苗禮德   | 1    | 4.9      |
| 級際賽初出賽         | 2015年10月1日 | 三級賽 - 1000米 (國慶盃)             | 草地 | 沙田馬場 | 恩格斯   | 約翰摩亞 | 4    | 79       |
| 級際賽首勝利         | 2016年4月24日 | 三級賽 - 2400米 (皇太后紀念盃)       | 草地 | 沙田馬場 | 雄心巨龍 | 高伯新   | 1    | 9.3      |
| 一級賽初出賽         | 2016年5月22日 | 一級賽 - 2400米 (香港冠軍暨遮打盃)   | 草地 | 沙田馬場 | 雄心巨龍 | 高伯新   | 6    | 20       |
| 一級賽首勝利         | —             | —                                    | —    | —        | —        | —        | —    | —        |
| 四歲系列經典賽初出賽 | 2016年1月24日 | 一級賽 - 1600米 (香港經典一哩賽)     | 草地 | 沙田馬場 | 威利加道 | 告東尼   | 6    | 184      |
| 四歲系列經典賽首勝利 | 2018年2月18日 | 四歲系列經典賽 - 1800米 (香港經典盃) | 草地 | 沙田馬場 | 星洲司令 | 苗禮德   | 1    | 10       |

## 外部連結
- 騎師資料 史卓豐 （页面存档备份，存于）